# 社会党右派
社会党右派（日语：／ Shakai-tō Uha），是日本社会党的一个派别、持社会民主主义立场。1951-1955年社会党分裂期间曾独立以右派社会党运行、先后由书记长浅沼稻次郎、右派委员长（党首）河上丈太郎领导。1955年，右派社会党与左派社会党达成统一。

## 概要
相比奉劳农派马克思主义为主导思想的社会党左派，社会党右派更加认同欧洲式的社会民主主义。早期的社会党右派人物包括西尾末广、片山哲、浅沼稻次郎，以及河上丈太郎等人。主张构造改革论的江田三郎一派也属于社会党右派。
1960年，社会党右派中的西尾末广一派自社会党出走，另组民社党。1977-78年间，部分右派议院脱离社会党，组成规模较小的社会民主联合。